# コールドエアインテーク
コールドエアインテークとは、自動車を初めとする乗り物の内燃機関に比較的低温の空気を吸入させる部品であり、主に社外部品として提供される事が多い。

## 概要
1970年代の中盤から1990年代の中盤ごろまでに製造された殆どの自動車は、インテークの構成部品に吸入空気の温度調節機構(吸気予熱機構、ウォームエアインテーク)を備えており、エンジンが冷えている暖機運転の時は暖かい空気を、エンジンが暖まった後に最大の出力を発揮する際には冷たい空気を供給し、エンジンの出力効率と燃費の向上を図っていた。こうした吸気予熱機構は、日本では2001年の平成12年度排出ガス規制の施行まで存在していた、キャブレターを燃料供給装置とするガソリンエンジン車に特に広く見られたもので、暖機運転時のチョーク弁の使用時間短縮による燃費向上と、特に寒冷な気候下におけるキャブレター霧化不良に伴うエンジンストールや気化熱によるスロットル弁の凍結(アイシング)の予防、1973年(昭和48年排出ガス規制)以降、国内でも規制強化が進んだ自動車排出ガス規制への対応にあたり、燃焼室内の燃焼温度の適正化・安定化による一酸化炭素(CO)や炭化水素(HC)の抑制などに重要な役割を果たすものであったが、近年、特に2000年代初頭の平成12年排出ガス規制以降の高度な排ガス規制への対応や、より制御が緻密となった電子制御式燃料噴射装置の装備により、近年の自動車には吸入空気の吸気予熱は行われなくなり、純正装着のインテークも冷たい外気をそのまま取り込むコールドエアインテーク構造となっている。純正装着品がフロントフェンダーなどのボディパネル内や、バンパー裏側など単純にエンジンルームの熱の影響を受けにくく、尚且つ車軸や排気口より上方の、雨天時や水溜りの徒渉時などに致命的なエンジンストールの原因となる吸気系統への浸水が起こりづらい箇所から吸気する事が多い為に、最大限の性能を発揮する上では必ずしも最適とはいえない配管形状や配置を取る事が多いのに対して、社外部品のコールドエアインテークシステムは、増大するエンジン効率と性能の最大化を主張して販売される。コールドエアインテークの背景にある原理は、冷たい空気が暖かい空気と比較してより高い密度を持ち、単位体積辺りもより多くの酸素を含む事にその根拠がある。
なお、日本では昭和53年排出ガス規制以降の1979年より登場したターボチャージャーやスーパーチャージャーを搭載したターボエンジンにも、多くの場合コールドエアインテーク構造のみが装備されていた。これは過給機により加圧される空気は大気圧の空気と比較してより高い熱を持ち、最大過給時には摂氏140度にも達する場合もある為である。ターボエンジンでは加圧空気の温度を下げる為にインタークーラーを積極的に装備する事が常道であり、
社外品のコールドエアインテークもショートラムエアインテークなどのより冷気の吸入に特化したものが販売される。

## 設計の特徴
社外部品のコールドエアインテークの設計に使用されるいくつかの戦略は下記のとおりである。:
- インテークの再加工部分により乱流を発生させる個所を除去し、空気抵抗を減少させる[3]。
  - これはターボエンジン向けのもので特によく見られる設計思想であるが、自然吸気エンジン、特に燃料供給装置がキャブレターの場合には吸入空気速度の遅い低速回転時を中心に、霧化をより促進させてトルクを増大させる目的でインテークパイプやインテークマニホールド内に荒面加工[4]やディンプル加工[5]、多孔プレートの設置[6]、あるいは可変式の噴気口を設ける[7]事もありえるということに留意する必要がある。
- インテークチャンバー（英語版）やプレナム室（英語版）のような構造の消音装置を除去することにより、エアインテークへのより直接的な経路を提供する。
- インテーク自体の長さを短縮する。
- ラムエア効果により正圧を与えられるように吸気ダクトを配置する[8]。

## 製造
吸気装置は多くの異なる形状や、プラスチック、金属、ゴム(シリコン)または複合材料(ファイバーグラス、炭素繊維強化プラスチック、ケブラーなど)により構成されうる。最も効率的な吸気装置はエンジンのパワーバンドを拡張するのに適した大きさのインテークチャンバーを採用する。インテークシュノーケル (自動車)(吸入空気が吸気装置に入るための開口部)は、アイドリングからスロットル全開時までエンジンの全て条件下での十分な空気を供給する為に必要な大きさが確保されていなければならない。
最も基本的なコールドエアインテークは円錐形のエアクリーナーに接続された、金属製またはプラスチック製の長いチューブで構成されている。出力は特定のエンジン回転数で増大し、逆に失われうる。吸気系統を覆うカバーが除去される為、吸気ノイズは通常増大する。
一部のインテークはエンジンルームの前面または側面から冷たい空気を採り入れ、エンジンルームの残りの部分からエアフィルターを隔離する為のヒートシールドを採用する。これは特に、車がゆっくりと移動している場合に吸気温度に大きな違いを発生させる。「フェンダー_(自動車)マウント」と呼ばれる一部のシステムは、エアフィルターをフェンダーウォール(エンジンルームとフェンダー外板の間の空間)に移動させる。このようなシステムはエンジンルームからの一層多くの隔離と、フェンダーウォールを伝ってくるより冷たい空気の吸気を提供する。
アメリカ合衆国においてより厳格なCARB排出基準を施行するカリフォルニア州大気資源局では、車両の排気ガス汚染を増加させるパフォーマンスエアインテークの使用を許可していない。結果としてカリフォルニア州で使用される全てのアフタマーケットのパフォーマンスエアインテークは、CARBの試験により承認されたものでなければならない。未承認のものは道路利用の為には違法であると見做され、車検(カリフォルニア州スモッグチェック制度)の通過に失敗する事もある。